# 第11回全国中等学校ラグビーフットボール大会
第11回全国中等学校ラグビーフットボール大会（だい11かいぜんこくちゅうとうがっこうラグビーフットボールたいかい）は、1929年（昭和4年）1月に、兵庫県西宮市の甲子園南運動場で開催された、旧制中学校・実業学校を対象としたラグビー競技大会である。

## 概要
この大会では朝鮮の中学が初めて出場した。

## 参加チーム
- 早稲田実業学校（東京府）（3大会連続3回目）
- 慶應義塾普通部[1]（東京府）（3大会連続4回目）
- 京都府立京都第三中学校（京都府）（4年ぶり2回目）
- 同志社中学校（京都府）（10大会連続10回目）
- 大阪府立天王寺中学校（大阪府）（4大会連続4回目）
- 兵庫県立第一神戸中学校（兵庫県）（初出場）
- 福岡県立修猷館中学校（福岡県）（初出場）
- 京城公立中学校[2]（外地）（初出場）

## 試合結果

### 1回戦
- 慶應普通部0-13 同志社中
- 京三中0-11 天王寺中
- 京城中0-32 神戸一中
- 修猷館中3-16 早実

### 準決勝
- 同志社中 18-3天王寺中
- 神戸一中3-10 早実

### 決勝
同志社中が3大会連続の8回目の優勝を果たした。また両校の点差は、戦前の全国大会で最大の点差である
- 同志社中 41 -0早実